# Санто-Стефано-Ротондо

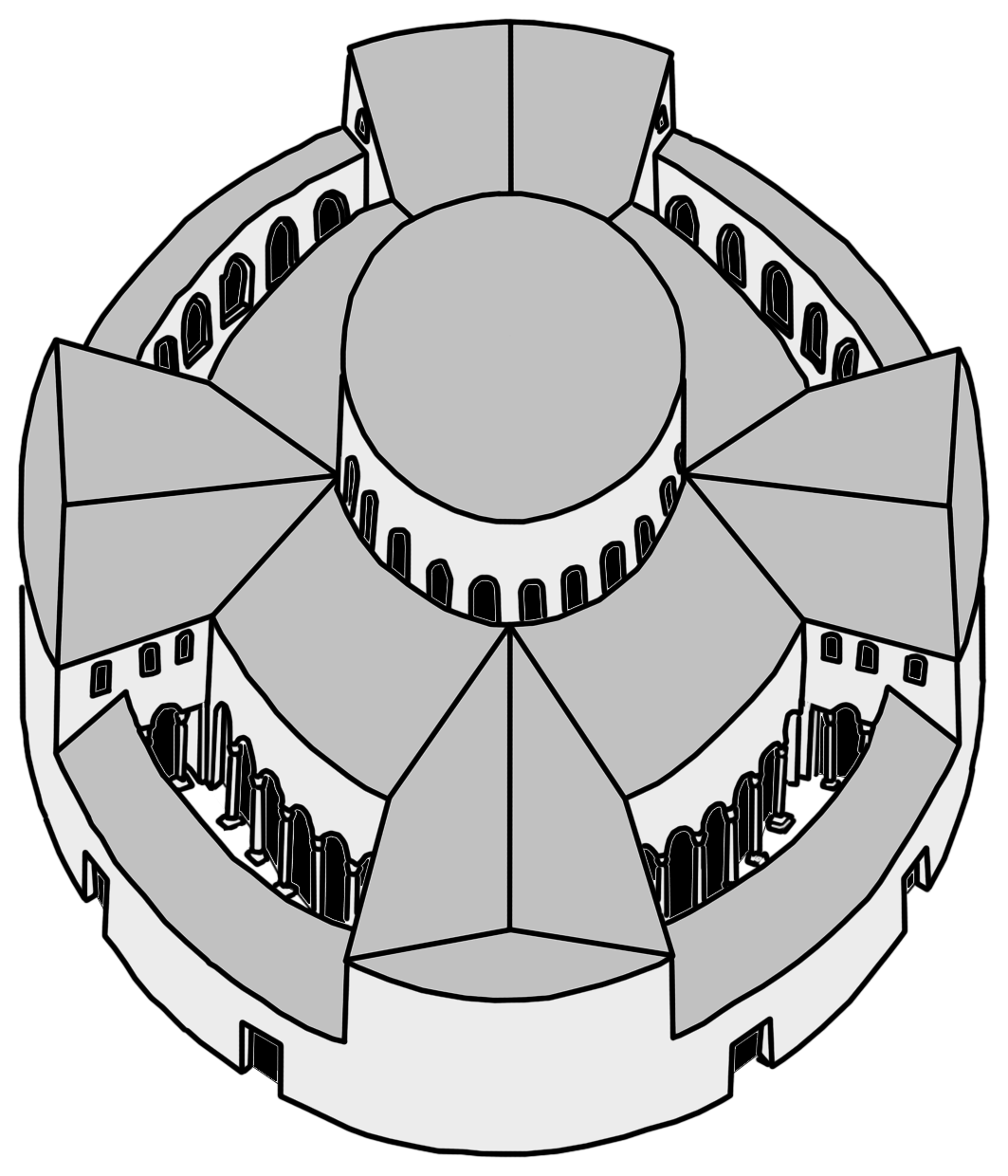
Реконструкція будівлі з V століття

Санто-Стефано-Ротондо (італ. Santo Stefano al Monte Celio) — титулярна церква у Римі, присвячена апостолу Стефану. Знаходиться на Via Stefano Rotondo на пагорбі Целії на сході старого міста (Rione Monti).

## Історія

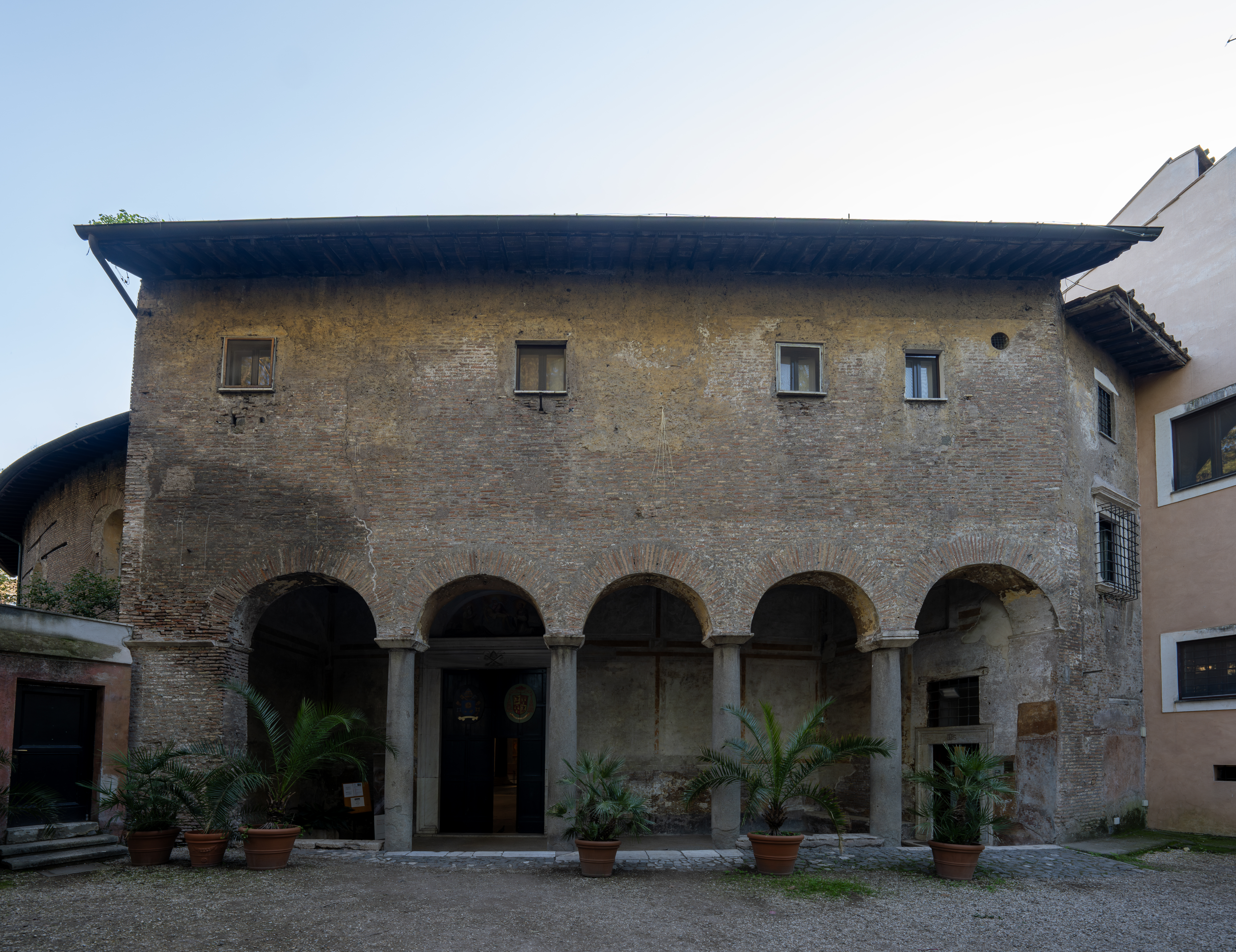
Санто Стефано Ротондо

Церква побудована на місці храму Фавна і відносилася до казарми castra peregrina (I ст.).
У V столітті за папи Сімпліція було споруджено будинок круглої форми (65 м в діаметрі). Церква була перебудована і відреставрована в 772—795, 1130—1143 і 1452—1454.
У центрі церкви розташований вівтар, виконаний Бернардо Росселліні в стилі ренесансу. На фресках роботи художників Маттео да Сієна, Темпеста і Ніколо Помаранчо (XVI ст.) у деталях зображені муки та вбивства святих. Єдина мозаїка, що збереглася, зображає святих Прима і Філіціана (VII ст.).

## Титулярна церква
В даний час кардиналом-священиком з титулом церкви Санто Стефано Ротондо є емеритований архієпископ Мюнхена і Фрайзинга Фрідріх Веттер.